# Вашингтон (округ, Канзас)
Ва́шингтон (англ. Washington County) — округ в США, штате Канзас. По состоянию на 2010 год, численность населения составляла 5 799 человек. Получил своё название по имени первого президента США Джорджа Вашингтона. Столицей округа является одноимённый город.

## География
По данным Бюро переписи США, общая площадь округа равняется 2 328 км², из которых 2 237 км² суша и 1 км² или 0,04 % это водоёмы.

### Соседние округа
- Джефферсон (Небраска) — север
- Гейдж (Небраска) — северо-восток
- Маршалл (Канзас) — восток
- Райли (Канзас) — юго-восток
- Клей (Канзас) — юг
- Клауд (Канзас) — юго-запад
- Репаблик (Канзас) — запад
- Тэр (Небраска) — северо-запад

## Демография
По данным переписи населения 2000 года в округе проживает 6 483 жителей в составе 2 673 домашних хозяйств и 1 780 семей. Плотность населения составляет 3 человека на км². На территории округа насчитывается 3 142 жилых строения, при плотности застройки 1 строение на км². Расовый состав населения: белые — 98,90 %, афроамериканцы — 0,11 %, коренные американцы (индейцы) — 0,34 %, азиаты — 0,05 %, представители других рас — 0,09 %, представители двух или более рас — 0,51 %. Испаноязычные составляли 0,65 % населения независимо от расы .
В составе 26,60 % из общего числа домашних хозяйств проживают дети в возрасте до 18 лет, 59,40 % домашних хозяйств представляют собой супружеские пары проживающие вместе, 4,20 % домашних хозяйств представляют собой одиноких женщин без супруга, 33,40 % домашних хозяйств не имеют отношения к семьям, 31,20 % домашних хозяйств состоят из одного человека, 17,80 % домашних хозяйств состоят из престарелых (65 лет и старше), проживающих в одиночестве. Средний размер домашнего хозяйства составляет 2,35 человека, и средний размер семьи 2,96 человека.
Возрастной состав округа: 23,70 % моложе 18 лет, 5,40 % от 18 до 24, 22,90 % от 25 до 44, 23,00 % от 45 до 64 и 25,10 % от 65 и старше. Средний возраст жителя округа 44 года. На каждые 100 женщин приходится 100,80 мужчин. На каждые 100 женщин старше 18 лет приходится 97,80 мужчин.
Средний доход на домохозяйство в округе составлял 29 363 USD, на семью — 37 260 USD. Среднестатистический заработок мужчины был 25 074 USD против 18 000 USD для женщины . Доход на душу населения был 15 515 USD. Около 7,30 % семей и 10,10 % общего населения находились ниже черты бедности, в том числе — 12,20 % молодежи (тех кому ещё не исполнилось 18 лет) и 12,40 % тех кому было уже больше 65 лет.